# SCR Atlantic
Le SCR Atlantic est un système de drone de reconnaissance développé dans le cadre du Spanish Unmanned Aircraft Program et commercialisé par SCR.

## Histoire
Il a été développé en parallèle au drone SCR Tucàn.

## Spécifications
- autonomie = 8 h selon le fabricant[1]
- altitude=3 500 m maximum
- envergure=2,8 m
- poids utile=5 kg
- type moteur=2 temps[1]

## Opérateurs militaires
- Espagne 2 exemplaires commandés en 2017[2].